# Adriana Camelli
Adriana Camelli (Tartagal, Provincia de Salta, 1928 - Santa Fe, Argentina; 18 de enero de 1997) fue una nadadora y bailarina argentina. Fue dos veces campeona sudamericanca de 100 metros pecho y participó en los Juegos Olímpicos de Londres 1948. Falleció el 18 de enero de 1997.

## Carrera
Camelli fue campeona de natación desde 1941 a 1948 en cuatro campeonatos sudamericanos. Fue record argentino en 1947. También se desempeñó como bailarina y profesora de danzas clásicas en el Teatro Municipal y en el Liceo Municipal de la provincia de Santa Fe, Argentina.

## Fallecimiento
Falleció el 18 de enero de 1997 a los 69 años. Sus restos descansan en el Cementerio Municipal de la provincia de Santa Fe

## Resultados

### Juegos Olímpicos de 1948
- Relevo 4x100 metros estilo libre:  5ª en la primera serie de la primera ronda con un tiempo de 4:59,5 (9ª de 11 en la clasificación general). Corrió junto a Enriqueta Duarte, Eileen Holt y Liliana Gonzalías.
- 100 metros estilo libre: 6º en la segunda serie de la primera ronda con un tiempo de 1:16,5 (27ª de 34 en la clasificación general)